# Emilio Anizan
Juan Emilio Anizan (Artenay, 6 de enero de 1853 - París, 1 de mayo de 1928) fue un sacerdote francés. 
Ordenado sacerdote para la Diócesis de Orleans en 1877, ingresa a la congregación de los Hermanos de San Vicente de Paúl en 1986, siendo elegido superior general en 1907 cuando el instituto atravesaba por una fuerte crisis interna. Es destituido como superior general junto a su Consejo por el Papa Pio X en 1914, en medio de intrigas y acusaciones de modernismo social. Se enlista en el ejército francés como capellán militar en Verdún durante la Primera Guerra Mundial. Con el apoyo del Papa Benedicto XV funda la congregación de los Hijos de la Caridad en 1918. Junto con Teresa Joly funda las Auxiliadoras de la Caridad en 1926. Murió el 1 de mayo de 1928 en París. 

## Biografía

### Primeros años
Emilio Anizan nace el 6 de enero de 1853 en Artenay, una localidad al norte de Orleans que para 1850 contaba con 1,100 habitantes.
Su padre, Juan Anizan (1813-1880), procedía del rudo mundo campesino de los valles pirenacos, donde jornaleros sin tierra alquilaban sus brazos a los agricultores. Siendo joven deja la casa de sus padres, en Bagneres-des-Luchon, para ir a estudiar a París. Un cambo que le permitirá hacerse con una buena posición social. Al final acaba estableciéndose en la comarca de Artenay, donde ejercerá la profesión de médico.
La madre de Emilio Anizan, Eulalie Barrault (1814-1903) provenía de una familia rica e influyente, entre los que destacan Romain Gallard, obispo de Meaux y confesor a la reina Maríe-Amélie, esposa de Luis Felipe; así como su hermano Constant Gallard, capellán a la emperatriz Eugénia, esposa del emperador Napoleón III. Gracias a su tío, Eulalia, huérfana de madre y sin medios económicos, podrá estudiar en el prestigioso convento Des Osieaux de París, donde recibe una sólida educación junto a las más destacadas hijas de la burguesía parisina. En 1838 es nombrada directora de la oficina de Correos de Artenay, puesto que ocupará hasta su jubilación. 
Su posición social y sus medios económicos sitúan a la familia Anizan entre la pequeña burguesía de provincia. Sin embargo, Jean y Eulalie Anizan son católicos practicantes, a diferencia de los miembros de la misma clase social, mayoritariamente anticlericales y ajenos a un mundo popular por el que sienten una mezcla de incomprensión y miedo.
En 1859 los padres de Emilio Anizan lo inscriben en la escuela primaria de Artenay. En ella inicia su formación en compañía de Charles Giber, un compañero que acabará convirtiéndose en obispo de Versalles. De esos plácidos años no perduran más que fugaces recuerdos:una infancia feliz y apacible, incluso monótona, en compañía de sus padres, de sus hermanas mayores Marie y Léonide y su hermano pequeño Jules, la casa y el extenso jardín en el que corretean los niños.

### Descubrimiento de una vocación
En 1862, con sólo nueve años, Emilio Anizan es enviado al seminario menor de Sainte Croix de Orleans para proseguir con sus estudios. Su formación, que continuará en La Chapelle Saint Mesmin a partir de octubre de 1869, se desarrollará en estos dos internados, ambos de gran prestigio en la región por la calidad de la educación y los estudios que ahí se imparten. Monseñor Félix Dupanloup, obispo de la diócesis, los había renovado con el objetivo de suscitar en la región de Loiret vocaciones sacerdotales. Los padres de Anizan optan por el seminario menor, no porque el joven Emilio o su hermano pequeño Julie (que después se le uniría en el seminario) tengan inclinación por el sacerdocio, sino por el prestigio de la institución. 
| Predecesor: Alfred Le Clerc | Superior general de los Hermanos de San Vicente de Paúl 1907 – 1914 | Sucesor: Fernando Desrousseaux |

| Predecesor: — | Superior general de los Hijos de la Caridad 1918 – 1928 | Sucesor: Charles Devuyst |